# História da Grécia Moderna
O dito período da História da Grécia Moderna é iniciado quando revoltas contra o domínio turco estouram e o Reino da Grécia, independente, é estabelecido em 1832. Teve como seu primeiro regente o rei Oto, filho de Luís I da Baviera, até sua deposição em 1862. Após um governo provisório, é eleito como substituto pela Assembleia Nacional Grega o rei Jorge I, sucedido, com sua morte em 1913, por Constantino I.
Guerras entre a Grécia e a Turquia em 1913 levam à anexação da Macedônia e da Trácia por parte dos gregos. Divergência entre o rei Constantino I e o então primeiro-ministro Elefthérios Venizélos adiam a entrada da Grécia na I Guerra Mundial, o que ocorre somente em 1917, quando o país ingressa no conflito ao lado dos Aliados. Sucessivas derrotas na Ásia Menor obrigam o rei a se exilar e Alexandre, seu segundo filho, torna-se o novo rei. Constantino I volta ao trono em 1920, após a morte de Alexandre, a derrota de Venizélos nas eleições daquele ano e um plebiscito em seu favor, ficando até 1922, quando abdica e Jorge II, seu filho mais velho, assume o trono.
De 1924 a 1935 segue-se um curto período republicano. Ao final do ano de 1935, Jorge II é recolocado no trono graças a um novo plebiscito. Em 1941, a Grécia é ocupada pelos alemães, e o rei é obrigado a se exilar em Londres. Em 1944, a União Soviética expulsou os nazistas de todo Bálcãs. Um novo plebiscito reinstala Jorge II no trono em 1946.

## Guerra Fria
Jorge II favorece o estabelecimento de um governo de direita, o que dá início a uma guerra civil entre monarquistas e comunistas da extrema esquerda stalinista. Os direitistas, com o apoio dos Estados Unidos, derrotam os comunistas em 1949, mesmo ano em que se dá início à repressão anticomunista. Desta forma, a Grécia se tornou o modelo capitalista nos Bálcãs, predominantemente dominado pelos comunistas soviéticos. A disputa política na Grécia, a partir de 1955 se resume à oposição de Konstantínos Karamanlís, do partido conservador Nova Democracia, e Andreas Papandreou do partido socialista PASOK. Em 1967, com o apoio dos Estados Unidos, militares liderados por Georgios Papadopoulos dão um golpe de Estado e instauram uma ditadura militar, que ficou conhecida como o ditadura dos coronéis, período em que aumentou a repressão anticomunista e a perseguição aos seguidores do partido de Papandreou.
Os militares, numa decisão unilateral, decidem abolir a monarquia em 1973, o que desencadeia a uma onda de protestos no ano seguinte, obrigando os militares a devolver o governo aos civis, iniciando-se a redemocratização, liderada por Konstantínos Karamanlís, que leva os militares a julgamento e consequente condenação por crimes cometidos durante a ditadura. Em dezembro de 1974, um plebiscito rejeita o retorno da monarquia e o país se torna, então, uma república parlamentarista. Em 1980, Karamanlís é eleito presidente do país.

## Jogos Olímpicos da Era Moderna

Cerimônia de abertura das Olimpíadas de 1896

### 1896
Entre 6 e 15 de abril de 1896, a Grécia sediou os primeiros Jogos Olímpicos da Era Moderna, na capital, Atenas, com a participação de apenas 241 atletas de 14 países, disputando nove modalidades. As mulheres eram proibidas de competir.

### 2004
Passados 108 anos, os gregos voltariam a sediar uma edição dos Jogos. Entre 13 e 29 de agosto de 2004, desta vez com 11.000 atletas de 202 países. O esforço do governo para realização deste evento constitui o investimento público mais importante da história moderna da Grécia.

## Integração na União Europeia
Em 1981, a Grécia adere à Comunidade Econômica Europeia, órgão embrionário da União Europeia (UE). Em 1995, os antigos conflitos com a Turquia, originários pela disputa por possessões no mar Egeu e na ilha de Chipre, acirram-se quando o exército grego intercepta aviões militares turcos sobrevoando a ilha de Rodes. O conflito entre gregos e turcos é abrandado em 1999 quando a Grécia envia ajuda humanitária às vítimas de um sismo na Turquia. Em contribuição, a Turquia também envia ajuda a vítimas de outro sismo em Atenas, no mês posterior. Ainda em 1999, a Grécia retira todas as restrições impostas à União Europeia contra a entrada da Turquia na comunidade. Em 2002, a mais antiga moeda em circulação no mundo, o dracma, foi finalmente substituída pelo euro.